# Neobalacra paradoxa
Neobalacra paradoxa är en fjärilsart som beskrevs av Erich Martin Hering 1932. Neobalacra paradoxa ingår i släktet Neobalacra och familjen björnspinnare. Inga underarter finns listade i Catalogue of Life.